# Rasulzade
Rəsulzadə (também chamada de Rasulzade) é uma cidade na região de Absheron, Azerbaijão.[carece de fontes?]  Possui uma população de 47 921 habitantes. Anteriormente chamava-se Mammed Amin Rasulzade.